# 양동일
양동일(梁東一, 1985년 4월 8일 ~ )은 KBO 리그 전 KIA 타이거즈의 투수이다.

## 출신 학교
- 서석초등학교
- 진흥중학교
- 광주진흥고등학교
- 경희대학교